# Pismo dehong dai

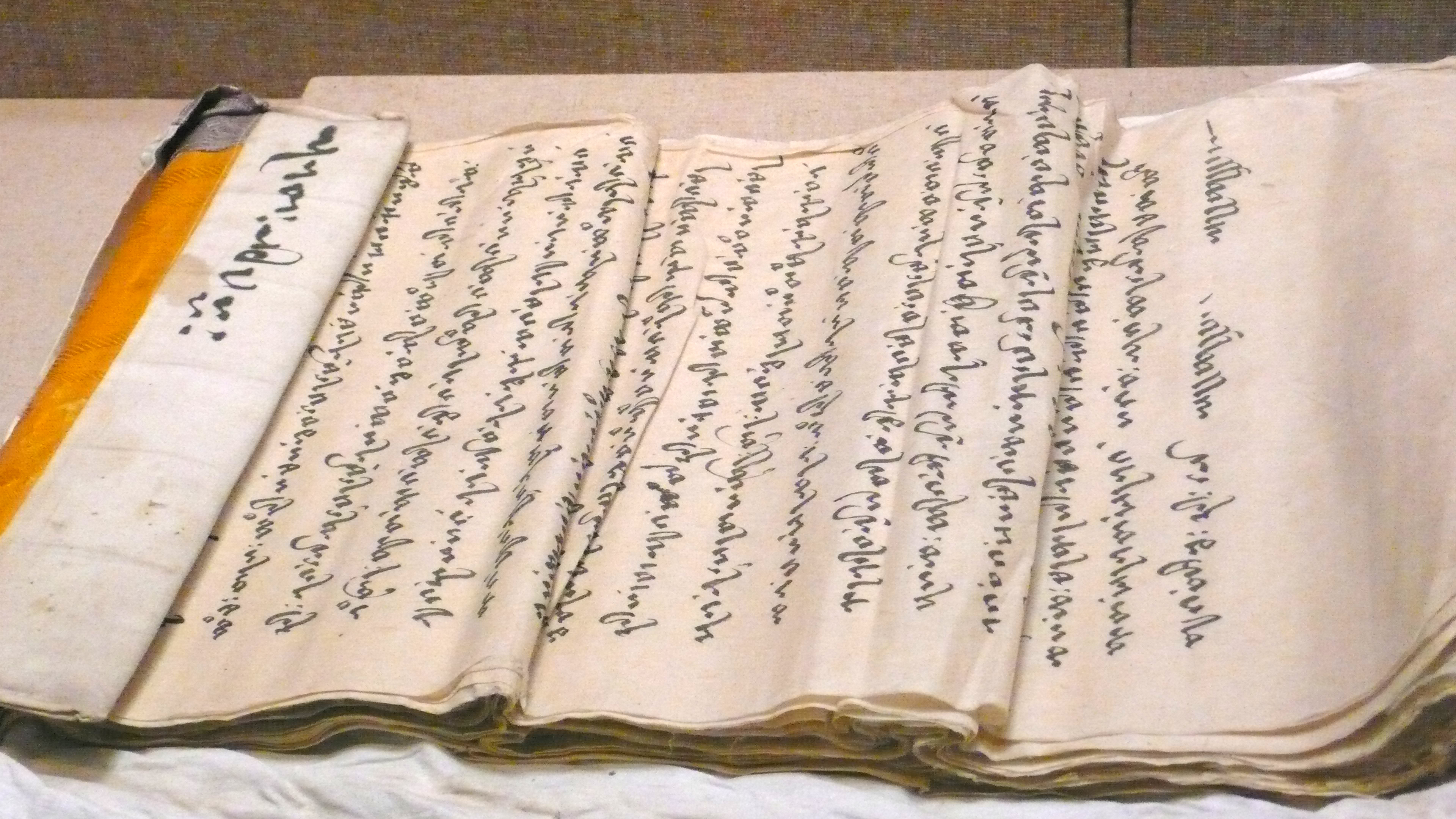
Buddyjski rękopis spisany w tai le, ze zbiorów Narodowego Muzeum Pisma Chińskiego w Chinach.

Pismo dehong dai, tai le – alfabet sylabiczny pochodzący od staroindyjskiego pisma brahmi, wykorzystywany do zapisu języka tai ne z grupy tajskiej używanego w południowo-zachodniej części prowincji Yunnan w Chinach. Po drugiej wojnie światowej wprowadzono dodatkowe znaki dla oznaczenia tonów.